# Penafiel
Penafiel es una ciudad portuguesa en el distrito de Oporto, Región Norte y comunidad intermunicipal Támega y Sousa.
Es sede de un municipio con 212,82 km² de área y 69 630 habitantes, subdividido en veintiocho freguesias. El municipio limita al norte por el municipio de Lousada, al noreste por Amarante, al este por Marco de Canaveses, al sur por Castelo de Paiva y al oeste por Gondomar e Paredes.

## Demografía
| Gráfica de evolución demográfica de Penafiel entre 1864 y 2021 |
|                                                                |
| Datos según el nomenclátor publicado por el INE portugués.     |

## Freguesias
Las freguesias de Penafiel son las siguientes:
- Abragão
- Boelhe
- Bustelo
- Cabeça Santa
- Canelas
- Capela
- Castelões
- Croca
- Duas Igrejas
- Eja
- Fonte Arcada
- Galegos
- Guilhufe e Urrô
- Irivo
- Lagares e Figueira
- Luzim e Vila Cova
- Oldrões
- Paço de Sousa
- Penafiel
- Perozelo
- Rans
- Rio de Moinhos
- Rio Mau
- São Mamede de Recezinhos
- São Martinho de Recezinhos
- Sebolido
- Termas de São Vicente
- Valpedre

## Ciudades hermanadas
- Peñafiel,  España
- Salto,  Uruguay